# EgyptAir
Az EgyptAir (arabul: مصر للطيران, Miṣr liṭ-Ṭayarān) Egyiptom nemzeti légitársasága, a Star Alliance tagja. Bázisrepülőtere a kairói nemzetközi repülőtér. A légitársaság több mint 75 repülőtérre működtet menetrend szerinti járatokat a Közel-Keletre, Európába, Afrikába, Ázsiába és Amerikába, emellett több belföldi járata is van. A légitársaság logóján Hórusz, az ég ókori egyiptomi istene látható, akit gyakran ábrázoltak sólyom vagy sólyomfejű emberalak formájában. A légitársaság törzsutasprogramja az Egyptair Plus.

## Története

### A kezdetek: Misr Airwork (1932–1949)
Alan Muntz, az Airwork elnöke 1931-ben Egyiptomba látogatott, és bejelentette, hogy légitársaságot szándékozik alapítani az országban. Az új vállalat neve Misr Airwork lett (a Misr Egyiptom arab neve). A kormány 1931. december 31-én exkluzív engedélyt adott a cégnek légiközlekedés bonyolítására. A Misr Airwork leányvállalatát, a Misr Airlinest 1932. június 7-én alapították, hogy „népszerűsítse a repülés szellemét az egyiptomi fiatalok körében”. A Misr Airwork, S.A.E. igazgatósága az Almaza Aerodrómban volt, Kairó Héliopolisz nevű városrészében.
A befektetés kezdeti összege 20 000 egyiptomi font volt, a tulajdonosok pedig a Misr Bank (85%), az Airwork (10%) és egyiptomi magánbefektetők (5%). A légitársaság 1933 júliusában kezdte meg működését, eleinte belföldi járatokkal Kairó, Alexandria és Marsza Matrúh között, de Havilland DH.84 Dragon gépekkel. Az év augusztusára a Kairó és Alexandria közti járat már naponta kétszer közlekedett. 1933 végén indult a hetente kétszer közlekedő Kairó–Asszuán járat, amely leszállt Aszjútban és Luxorban is. 1934-ben indult egy járat Kairóból, amely Port Szaídon át tartott Lyddába, Haifába és Palesztinába. 1935. augusztus 3-án próbajáratként indult egy járat Lyddába, Ciprus végcéllal, D.H.86 repülővel, ez a járat még az év októberében megszűnt. Az Alexandria–Port Szaid–Kairó–Minja–Aszjút járat 1935 végén indult. 1935-ben a légitársaság 6990 utast és 21 830 kg rakományt szállított, a menetrend szerinti gépek összesen 419 467 mérföld (675 067 km).
1936-ra a légitársaságnak két útvonala maradt, az Alexandria és Assziút közti, amely leszállt Port Szaidban, Kairóban és Miniában, és a Kairó–Ciprus–Haifa–Bagdad. 1937-ben megkezdődtek a mekkai zarándoklat járatai. 1938-ban indult egy Kairó–Lydda–Haifa–Lárnaka járat. Az első években a cég csak brit járműveket használt, 1939 áprilisára a flotta egy D.H. Dragon, egy D.H. Dragonfly, öt D.H. Rapìde, két D.H.86s és egy D.H.86B repülőgépből állt, ezek az Alexandria–Kairó, Alexandria–Port Szaid–Kairó–Minia–Aszjút, Kairó–Aszjút–Luxor–Asszuán, Kairó–Lydda–Haifa–Bagdad és Kairó–Port Szaid–Lydda–Haifa útvonalakon repültek. 1939 szeptemberében az egyiptomi kormány mindegyikük üzemeltetését átvette. 1940-ben indultak járatok Bejrútba és Palesztinába. 1944-ben a flotta három Avro 19 géppel bővült. Mikor 1945 végén három balesetre is sor került, az alkalmazottak sztrájkolni kezdtek a flotta felújításának érdekében, így 1946 februárjában minden járat leállt; májusban indultak újra, 1946 végére pedig a flotta már négy Avro Anson, egy Beech AT-11, öt Beech C-45, négy de Havilland D.H.89 Dragon Rapide és két North American AT–6 Texan gépből állt. A légitársaság profitált abból, hogy a szövetséges hatalmaknak helyi repülőgép-selejtező bázisa volt az országban, és az Egyiptomban lévő fölösleges katonai gépeket eladták a cégnek. 1947-ben két újabb Beech C-45s, 1948-ban pedig egy Vickers Viking került a flottába. 1949 májusában a cég összes tőkéje és minden repülőgépe az állam tulajdonába került.. A cég, miután egyedüli részvényese az állam lett, felvette a Misrair SAE nevet.

### Misrair (1949–1957)
A Misrair ugyanazokon az útvonalakon repült, mint elődje. 1951-ben három Languedoc gépet vásároltak; ezeket hosszabb útvonalakra szánták. A Languedocok a genfi, kartúmi és teheráni útvonalon felváltották a Vikingeket. 1954 elején három Vickers Viscountot rendelt a cég. Ebben az évben a légitársaság 64 539 utast szállított. 1955 márciusában a Misrair flottája egy Beechcraft, három Languedoc és hét Viking repülőgépből állt, a három Viscountot még mindig nem szállították le. Ezután Douglas DC–3 repülőgépeket vásároltak, ezekkel belföldi útvonalakon, illetve a környező arab országokba repültek. Az első két Viscount leszállítására 1955 decemberében került sor, és a következő év márciusától kezdte használni őket a cég. 1955-ben a légitársaság már 77 050 utast szállított. A szuezi válság idején pár repülőt elveszítettek. 1957-benkét újabb Viscountot rendeltek £600 000–800 000 közti áron, pótalkatrészekkel együtt. Nem sokkal ezelőtt egy ugyanilyen gépet elvesztettek, mert éppen az Almaza repülőtéren tartózkodott egy légitámadás alatt.

### United Arab Airlines (1957–1971)
Egyiptom és Szíria 1958. február 1-jén egyesült, és megalkotta az Egyesült Arab Köztársaságot. A Misrairt márciusban átnevezték United Arab Airlines (UAA)-ra (Egyesült Arab Légitársaság). (Bár a nevet hivatalosan csak 1960 őszén vette fel a Misrair és a Syrian Airways egyesítésével létrehozott cég, a Misrair már 1958-ban használta ezt a nevet.) Júliusban indult a Kairó–Athén–Róma–Zürich járat. A Syrian Airways december 23-án egyesült az egyiptomi légitársasággal, és az UAA átvette a szíriai légitársaság minden útvonalát és felszerelését. 1960 márciusára a légitársaságnak 579 alkalmazottja volt, a flotta egy Beech D18S, négy DC–3, hat Viking és hat Viscount gépből állt. Április 10-én az egyik Viscount a Földközi-tengerbe zuhant, 17 utas és a háromfős legénység életét vesztette. Június 9-én megérkezett az első a három megrendelt Comet 4C gépből, SU-ALC lajstromjellel. Július 16-án kezdett üzemelni kettő ebből a géptípusból. 1960. október 10-én a légitársaság Comet gépekkel repült a Kairó–Belgrád–Prága, a Kairó–Róma–London, a Kairó–Dzsidda és a Kairó–Kartúm útvonalakon, DC–3 gépekkel a Kairó–Alexandria–Marsza Matrúh, a Kairó–Assziút–Luxor, a Kairó–Luxor–Asszuán és a Kairó–Port Szaid–Alexandria útvonalakon, valamint Viscountokkal a Kairó és Alexandria közti nonstop útvonalon. 1960 novemberében két újabb Cometet rendeltek. 1960 októberében, mikor a damaszkuszi szír kormány létrehozta a Syrian Arab Airwayst, a szírek kiléptek az UAA-ból, és az új cég átvette a korábban a Syrian Airwayshez tartozó útvonalakat és flottát.

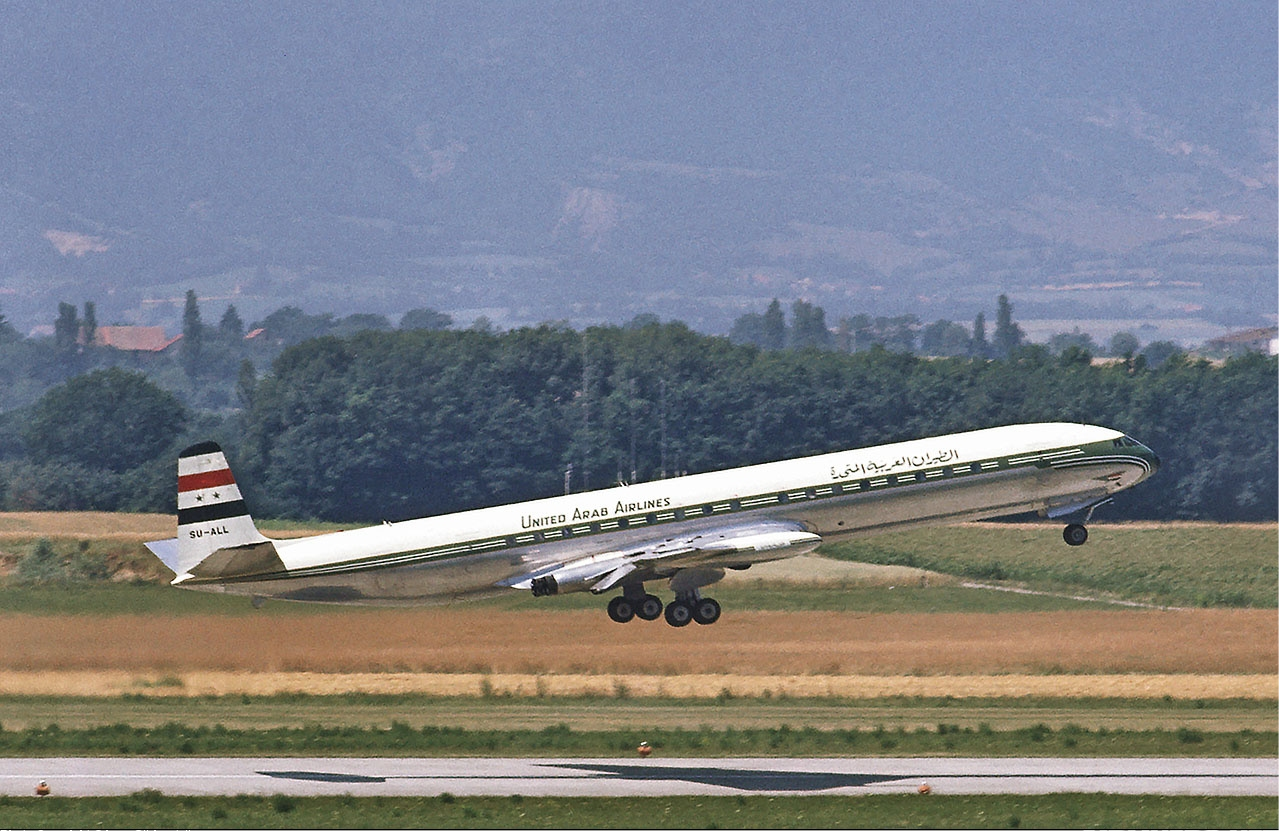
Az United Arab Airlines Comet 4C gépe indul a genfi repülőtérre 1968-ban

1961 elején a légitársaság megrendelte negyedik és ötödik Comet repülőgépét is. Áprilisban három DC–6-ot vásároltak, melyek korábban a Scandinavian Airlines flottájához tartoztak. A Kairó–Lagos útvonalat június 12-én meghosszabbították Accráig, június 21-én pedig Moszkvába is járatokat indítottak. 1961 folyamán újraindult az 1956-ban, a szuezi krízis idején leállított Kairó–Nicosia járat is, Viscount repülőgépekkel. Novemberben bejelentették, hogy szerződnek a Boeinggel 707-320B repülőgépek vásárlására, melyeket 1961 januárja és 1964 áprilisa között szállítana le a gyártó, de az üzlet finanszírozás hiányában nem jött létre. November elsején új járatok indultak, Karachiba és Bombaybe, decemberben pedig a cég megrendelte hatodik és hetedik Comet gépét, melyeket 1962 áprilisában szállítottak le. 1962 májusában a bombayi útvonalat meghosszabbították Bangkokon és Hongkongon át Tokióig. 1962. május 16-án egy DC–3 gép lezuhant Héliopoliszban, Kairó egy városrészében, a háromfős legénység életét vesztette; ugyanezen év július 19-én egy Comet bangkoki légikatasztrófájában halt meg 26 ember. Augusztusban két újabb Cometet vásárolt a cég, ezek még az év szeptemberében, illetve 1963-ban kezdték meg szolgálatulat. 1963. február 15-én a bagdadi útvonalat három év szüneteltetés után újraindították, de a járat nem volt hosszú életű, az Egyiptom, Irak és Szíria közti politikai feszültség miatt ez és a damaszkuszi járat is leállt. Április elsején új járat indult, Rhodéziába. 1963-ban a légitársaságnak két halálos balesete is volt: az első május 12-én, amikor egy DC–3 zuhant le Alexandria közelében; a 27 utas és a négyfős személyzet életét vesztette. A második július 28-án történt, ekkor egy Comet zuhant az óceánba Bombay közelében, 62-en haltak meg. Mivel nem maradt jármű a tokiói útvonal fenntartásához, a járat megszűnt. Emellett a SU-ALM lajstromjelű Comet szeptember 12-én károsodott egy balesetben Bengázinál. A kilencedik, utolsó Cometet 1964-ben szállították le. Még ebben az évben három, korábban a Pan Am tulajdonát képező DC–6B-t vásárolt a cég; újabb hármat a Northwest Orienttől szerzett be. Ezek a gépek a Viscountokat kezdték felváltani a belföldi útvonalakon. Szintén a belföldi útvonalak kedvéért hét Antonov An-24-t is rendeltek, 2,3 millió USD értékben.

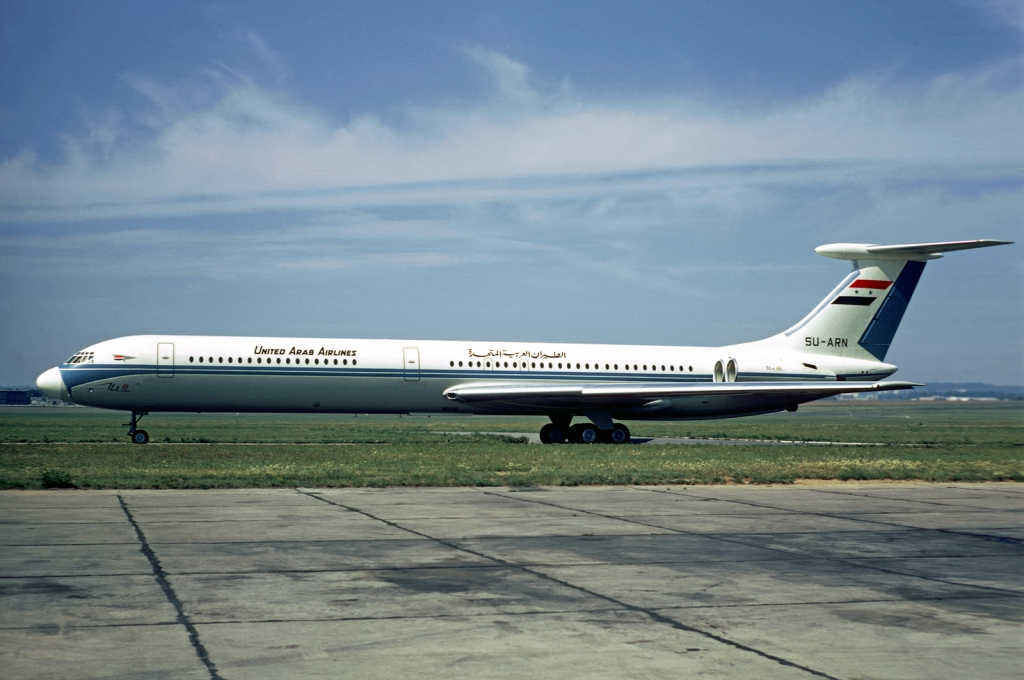
Az United Arab Airlines Iljusin Il-62 gépe a Le Bourget repülőtéren 1971-ben

1965 márciusára hét Comet 4C és négy Viscount közlekedett az Európára, a Közel-Keletre és Észak-Afrikára kiterjedő útvonalhálózaton, illetve a Kairó–Prága–Moszkva, a lagosi és az accrai útvonalon. Augusztus elsején kezdte meg működését a légitársaság Misrair nevű leányvállalata, mely belföldi és regionális járatokat üzemeltetett, (többek közt az Alexandria–Athén, a Kairó–Alexandria, a Kairó–Luxor, a Kairó–Nicosia és a Kairó–Port Szaid–El Aris útvonalon), a kezdéskor négy An–24 gépből álló flottával, melybe év végéig további hármat vártak. A gépek egyikét elvesztették egy balesetben, amely 1966. február 2-án történt az asszuáni repülőtéren, egy másodikat pedig egy március 19-én történt balesetben, amely Kairóban történt és 30 halálos áldozatot követelt. A Misrair gazdaságilag gyengén teljesített, ezért 1968. június 1-jén beszüntette működését, útvonalait az UAA vette át. Az UAA 1966. június 15-én 30 millió USD értékben írt alá szerződést a Boeinggel három Boeing 707-320C vásárlására. November elsejétől a Kairó–Prága–Moszkva járat Kairó és Moszkva közti közvetlen járattá vált, 1967 januárjában pedig megindult a forgalom a Kairó–Frankfurt–Koppenhága útvonalon. 1967. június 22-én egy Comet leszállás közben lezuhant Kuvaitban; halálos áldozat nem volt, de a gépet le kellett selejtezni. 1968 augusztusában két Iljusin Il-18 érkezett a légitársasághoz. Az első Boeing 707-et még ez év október 21-én vették át a gyártótól, majd a Kairó–London útvonalon állították szolgálatba. Az egyik Il-18 1969.  március 20-án lezuhant, miközben leszállást kísérelt meg az asszuáni repülőtéren; a mekkai zarándokokat hazaszállító gépen tartózkodó 105 emberből öt kivételével mindenki az életét vesztette. Márciusban a légitársaság járatot indított Kelet-Berlinbe Il-18 gépekkel, júniusban pedig újraindult a tokiói járat Kuvaitvároson, Bombayen, Bangkokon és Hongkongon át.
Az 1970-es évek elején több baleset is történt. 1970. január 14-én egy Comet 4C (SU-ANI) zuhant le az Addisz-Abebából Kairóba érkező járat leszállásakor. A fedélzeten lévő tizennégy ember közül senki nem sérült meg komolyabban. A második baleset ebben az évben január 30-án történt, amikor a SU-AOK lajstromszámú Antonov An-24V futóműve elromlott, miközben a gép épp leszállt Luxorban. Február 19-én egy Comet gép, a SU-ALE lajstromszámú, a München Riem repülőtéren kilenc méter magasan megszakította a felszállást, visszaesett a kifutóra, elcsúszott a kifutó végéig és kerítésnek ütközött. Március 14-én a SU-AOC lajstromjelű An-24V hasraszállt Kairóban. Egy harmadik An-24V (SU-ANZ) július 19-én gyakorlórepülésen zuhant le Kairó közelében, a fedélzeten tartózkodók mindhárman meghaltak. 1971. január 2-án egy Comet (SU-ALC) homokdűnébe ütközött Tripoliban, nyolc utasa és a személyzet nyolc tagja meghalt.
1970 márciusára az UAA-nak 7810 alkalmazottja volt, a flotta hét An–24B, három Boeing 707-366C, hat Comet 4C és három Il-18 gépből állt. A negyedik Boeing 707-et március folyamán szállították le. 1971. május 23-án bejelentették két Iljusin Il-62 beszerzését, júniusi szállítással. 1971 júniusától már ezeket a gépeket is használták az európai útvonalakon, a Boeing 707-ek mellett. Az Il-62-ek Ázsiába július 9-étől repültek. Miután az ország neve Szíria kiválásával Egyiptomi Arab Köztársaságra változott, a légitársaság 1971. október 10-én felvette az Egyptair nevet.

### EgyptAir (1971–jelenleg)

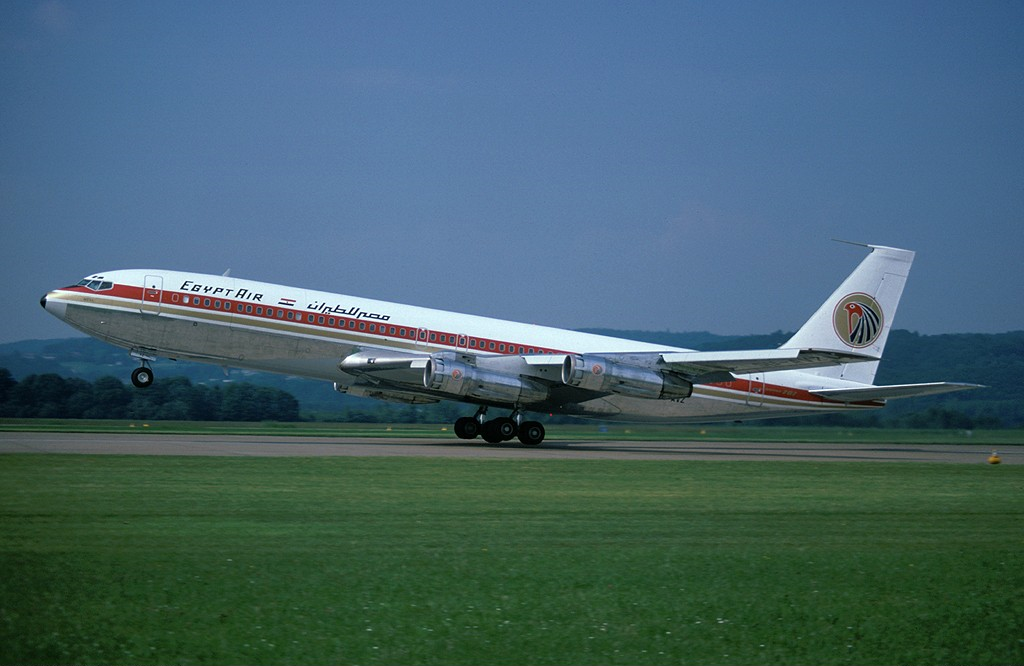
Az EgyptAir Boeing 707-320C gépe a zürichi repülőtéren 1978-ban

Az EgyptAir megörökölte az UAA alkalmazottait, felszerelését, vagyonát és kötelezettségeit is. 1972. március 19-én egy, a jugoszláv YU-AHR lajstromjelet viselő DC–9–32 gép, az EgyptAir 763-as járata Ádentől 6 km-re délnyugatra a Dzsebel-Samsz hegynek ütközött, a fedélzeten mind a harminc ember meghalt. Június 16-án a SU-ARN lajstromjelű Iljusin Il-62 leszállás közben szenvedett balesetet, halálos áldozatot nem jelentettek. Júliusban nyolc Tupolev Tu-154 gépet rendeltek 60 millió USD értékben, közülük háromnak a leszállítását 1973 júliusára, hármat novemberre, kettőt pedig 1974 márciusára. A vásárlás előtt az EgyptAirnél a Boeing 727 beszerzése is felmerült, de anyagi kereteik nem tették lehetővé az amerikai gépek beszerzését. A szerződés alapján a gépek kisebb jellegű karbantartási munkálatait Egyiptomban, a váz és a hajtóművek karbantartását a Szovjetunióban végezték. 1972 júliusában bejelentették, hogy a cég négy Boeing 707-320C repülőgépet fog vásárolni, 40 millió USD értékben. A légitársaságnak ekkor már volt négy Boeing 707 gépe. Az új gépek átvételét márciusra, májusra, júniusra és szeptemberre tervezték. 1972. december 5-én a már a flotta részét alkotó négy Boeing 707 egyike, a SU-AOW lajstromjelű egy gyakorlórepülés során lezuhant Kairó közelében, a hatfős legénység meghalt. Egyes beszámolók szerint a gépet lelőtték, de ezt az egyiptomi kormány tagadta. A SU-AOY lajstromjelű Iljusin Il-18 a következő év január 29-én a hegyeknek ütközött Nicosia mellett, a fedélzeten lévő 37 ember mindegyike életét vesztette. Az év során leszállították a légitársaságnak a négy megrendelt Boeing 707-et, szeptemberben pedig újabb két 707-320C-t rendelt az EgyptAir. Októberben a három Il-62-t a megemelkedett üzemeltetési költség és technikai gondok miatt visszaadták az Aeroflotnak. Még ugyanebben a hónapban megérkezett a flottába az első Tu-154, melyet pilóták kiképzéséhez használtak. A Tu-154-ek a London-Heathrow-i repülőtéren át érkeztek Moszkvából; itt brit ülésekkel látták el őket.

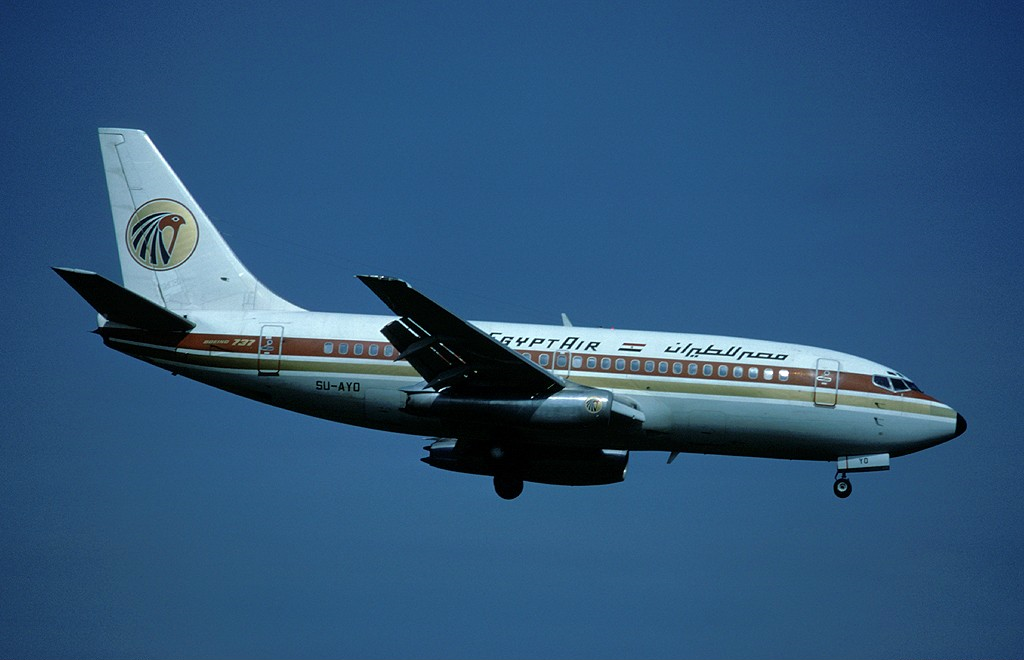
Az EgyptAir Boeing 737–200 Advanced gépe közelít a zürichi repülőtérhez 1979-ben

Az 1973-ban kitört jom kippuri háború miatt a légitársaságnak fel kellett függesztenie a tokiói járatot; 1974. március 15-én indították újra, Bombayen, Bangkokon és Manilán át. 1974-ben a kartúmi járat útvonalát meghosszabbították Kinshasáig. Az egyik új Tu-154 repülő, a SU-AXO lajstromjelű, 1974. július 10-én lezuhant, miután egy gyakorlórepülés során felszállt a kairói repülőtérről; a hatfős legénység életét vesztette. A baleset után az EgyptAir kérte a szovjetektől a Tu-154 gépek visszavásárlását. A Tu-154-esek kiesése miatti géphiányt bérelt gépekkel sikerült valamennyire helyrehozni. A légitársaság már kereste az új gépeket, amelyekkel pótolni tudja őket, és novemberben hat DC–9–50-et rendelt. December 9-én az YR-IMK lajstromjelű Il-18 a Vörös-tengerbe zuhant, a katasztrófának kilenc halálos áldozata volt. 1975 januárjában a kormány lemondta a Douglas gépek megrendelését és a Boeinggel kezdett tárgyalni. Február 10-én sikerült megegyezni a szovjetekkel a Tu-154-ek visszajuttatásáról és a vételár megtérítéséről; még az év elején visszaadták a szovjeteket képviselő cégnek az An-24-eket, a Tu-154-ek megvásárlásához felvett kölcsön részleges törlesztéseként. A Boeingek megrendelését márciusban véglegesítették, négy Boeing 727–200 és hat Boeing 737–200 gépet rendeltek. Felmerült a terv, hogy a Boeinggel kötött egyezség részeként az első három Boeing 707-320C-et lecseréljék az új gépekre. A 60 millió USD értékű tranzakciót részben az Egyesült Arab Emírségek finanszírozta. Májusban a megrendelést nyolc Boeing 737–200 megrendelésére módosították, 1976 áprilisi–májusi leszállítással; tervek születtek a négy Comet eladására is, az új gépek finanszírozása és egy teljesen Boeing gépekből álló flotta kialakítása érdekében.
1976 januárjától járat kötötte össze Kairót Milánóval, áprilistól pedig Béccsel. Miután az országgyűlés megvádolta a légitársaságot, hogy hivatalnokai kenőpénzt fogadtak el a Boeingtől az 1975-ös géprendelés kapcsán, Gamal Erfan, a cég vezetője februárban lemondott. Április 22-én egy Kairóból Luxorba tartó gépet három palesztin eltérített, de az egyiptomi kommandósok visszaszerezték az irányítást a gép fölött, amely nem károsodott. A négy Comet gépet október 9-én eladták a Dan-Airnek. Az év folyamán a flotta hét Boeing 737 Advanced géppel bővült. December 25-én komoly baleset érte az egyik Boeing 707-et: egy Kairóból Tokióba tartó, nem menetrend szerinti járat, az EgyptAir 864-es járata egy textilgyárnak ütközött, miközben Bangkokhoz közelített; a negyvenhárom utas és a kilencfős személyzet közül senki nem élte túl a katasztrófát, és a földön is többen meghaltak vagy megsérültek. 1977 elején sor került az első letartóztatásokra a vesztegetési ügyben; egy volt pilóta beismerte, hogy 150 000 USD kenőpénzt fogadott el. Februárban a légitársaság két Airbus A300B4 gépet bérelt a Germanairtől és a Trans European Airlinestól. Április elsején járat indult Abu Dzabiba és Karacsiba. Az első A300 június 3-án repült Kairóból Karacsiba. Az EgyptAir végül megvásárolta a Bavaria Germanair, majd a Trans European gépét is, melyeket bérelt. 1979 folyamán a cég három A300B4-200-at rendelt 115 millió USD-ért, 1980 szeptembere és 1981 szeptembere közti szállítással; számításba vették négy további gép vásárlásának lehetőségét is. A három megrendelt gép kifizetéséhez részben a Midland Bank és a Dresdner Bank nyújtott kölcsönt.
A cég 2002-ben nagyobb átszervezésen esett át, szerkezete állami cégből leányvállalatokkal rendelkező holdinggá vált. Az átszervezés egybeesett az egyiptomi civil repülésügyi miniszter hivatalának létrehozásával és a kormány ambiciózus, a repülőterek és a légitársaság modernizálására és fejlesztésére tett törekvéseivel. Ma az EgyptAir állami tulajdonban lévő cég, melyet külön szabályozás enged a kormány beavatkozása nélkül, a magáncégekhez hasonlóan működni. A cég önfenntartó, állami támogatásban nem részesül.
2006 májusában az EgyptAir regionális leányvállalatot indított EgyptAir Express névvel, új Embraer E-170 gépekből álló flottával. A cég 2007-ben kezdte meg működését. A légitársaság járatai Kairót kötik össze Sarm es-Sejkkel, Hurghadával, Luxorral, Aszuánnal, Marsza Alammal, Abu Szimbellel és Alexandriával, emellett más regionális járatok üzemeltetésével is kiegészíti anyacége működését. 2009 júniusában megérkezett a légitársasághoz az utolsó is a megrendelt tizenkét Embraer E-170 gépből.
A légitársaságnál az üzleti év júliustól júniusig tart. A 2007. július 31-én véget érő évben az EgyptAir teljes bevétele elérte a rekordnak számító $1.143 milliárdot, az előző évhez képest 14% növekedéssel.
2007 elején a légitársaság az Egyiptomi Civil Repülésügyi Minisztériummal és az Egyptian Holding Company for Airports & Air Navigation céggel együtt új vállalati légitársaságot alapított, Smart Aviation Company néven; székhelye a kairói repülőtér.

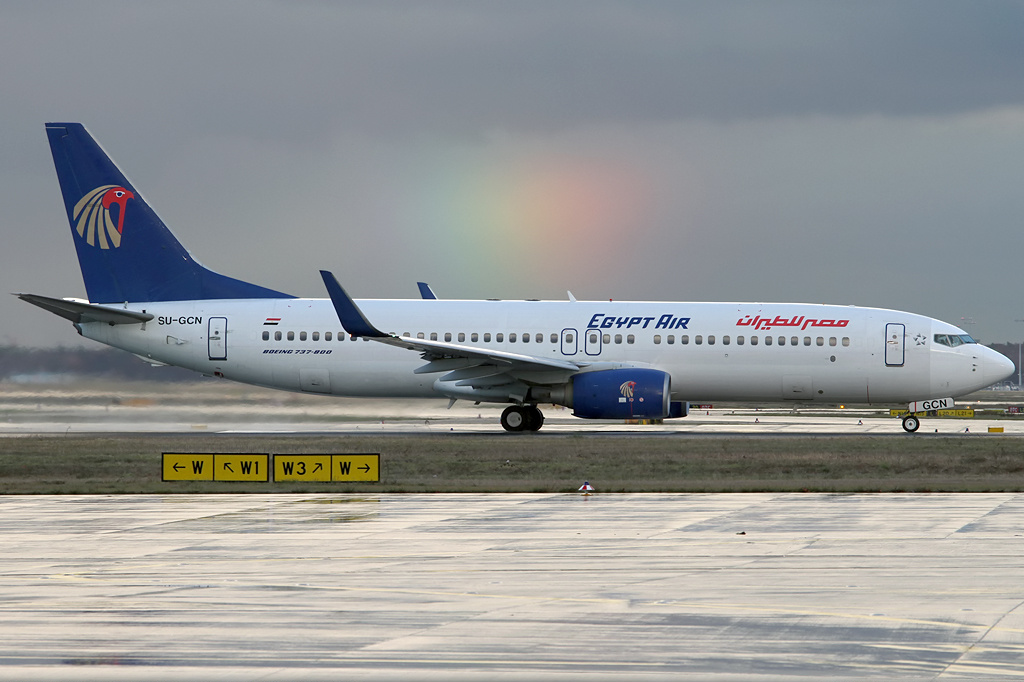
Az EgyptAir Boeing 737–800 gépe a régi festéssel, a frankfurti repülőtéren 2013-ban

2009-ben változás állt be az EgyptAir kairói repülőteret érintő működésében (ahol a légitársaság a résidők 61%-át birtokolja), mert áprilisban megnyílt az új, 3-as terminál, amely több mint kétszeresére növelte a repülőtér kapacitását. Az EgyptAir minden egyes járata átköltözött az új terminálra. A Star Alliance-nak a reptéren érvényesülő „Egy tető alatt” koncepcióját követve a Kairóba repülő minden egyes Star Alliance-tag átköltöztette járatait az új terminálra. 2010-ben az EgyptAir Alexandriában is átköltözött a régi alexandriai nemzetközi repülőtérről az új Borg El Arab repülőtérre. A légitársaság vezérigazgatója kijelentette, hogy a cég azt mérlegeli, létrehozzon-e leányvállalatként egy Alexandria központú diszkont légitársaságot.
A 2009-2010-es Párizs-Le Bourget-i Nemzetközi Légi- és Űrszalon során a légitársaság bejelentette, hogy új vállalkozásba kezd az amerikai Aviation Capital Group (ACG) repülőgép-bérbeadó céggel, valamint egyiptomi részvényesekkel, és bérbeadással foglalkozó céget hoz létre, mely a közel-keleti és észak-afrikai régióra összpontosít. A cég Civil Aviation Finance and Operating Leases (CIAF-Leasing) néven jött létre.
A 2011-es egyiptomi forradalom után az Egyptair jelentős veszteségeket könyvelhetett el. Az ország polgári repülésügyi minisztere, Wael El-Maadawi nyilatkozata szerint a légitársaság körülbelül 1,3 milliárd egyiptomi fontot, vagyis körülbelül 185 millió amerikai dollárt veszített a 2012/13-as pénzügyi évben, főként az üzemanyag árának emelkedése, az egyiptomi font értékének csökkenése és a céget sújtó gyakori sztrájkok miatt. A 2011/12-es év vesztesége a 2012/13-as duplája volt. A forradalom óta a cég több mint hétmilliárd fontot, azaz közel egymilliárd amerikai dollárt veszített.
2012 közepén utaskísérők egy csoportja azt kérte, hogy viselhessen hidzsábot formaruhája részeként. A cég engedélyezte nekik, az első, hidzsábot viselő utaskísérők novemberben jelentek meg a járatokon.
Az EgyptAir 100%-ban a tulajdonosa az EgyptAir Express és az Air Sinai légitársaságoknak, valamint 60%-os részesedése van az Air Cairo és 20%-os a Smart Aviation Company cégben.
2004-ben az EgyptAir lett Afrika első IOSA minősítésű légitársasága.
A légitársaság az Arabesk Airline Alliance és az Arab Air Carriers Organization feltételes tagja, amíg egyes emberi jogi visszaéléseket meg nem szüntet.

## Vállalati ügyek

### Tulajdonosi szerkezet
Az EgyptAir 100%-ban állami tulajdonú cég. Az EgyptAir Holding Company 2002-ben jött létre, tagja hét cég volt, melyhez később további kettő társult.
A három légitársaság, melyek külön vezetéssel rendelkeznek és pénzügyeiket külön kezelik:
- EgyptAir Airlines, a fő utasszállító cég
- EgyptAir Cargo, teherszállító légitársaság (alapítva 2002-ben)
- EgyptAir Express, belföldi és regionális utasszállító légitársaság (indult 2007 júniusában)

Az EgyptAir Holding Company további cégei:
- EgyptAir Maintenance & Engineering, eredetileg a saját gépeik karbantartója, de már más ügyfeleket is vállal; EASA Part 145 és FAA minősítéssel rendelkezik[92]
- EgyptAir Ground Services, az Egyiptomba is repülő légitársaságok több mint 75%-ának földi kiszolgálócége[92]
- EgyptAir In-flight Services
- EgyptAir Tourism & Duty Free Shops
- EgyptAir Medical Services
- EgyptAir Supplementary Industries Company (alakult 2006-ban)

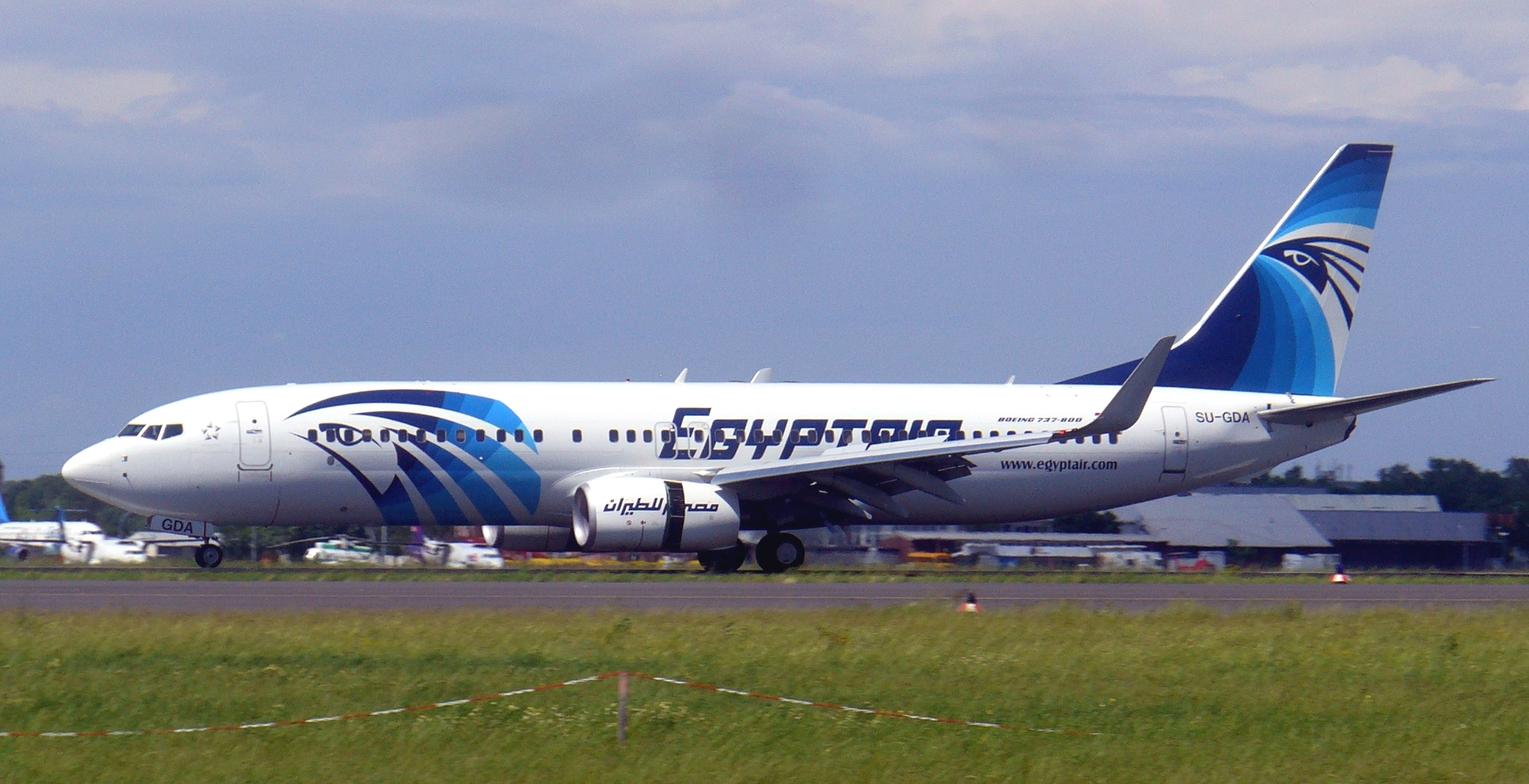
Az EgyptAir Boeing 737–800 gépe nem sokkal leszállás után a Berlin Schönefeld repülőtéren (2010)

### Leányvállalatok és érdekeltségek
A légitársaságnak részesedése van a következő cégekben:
Légitársaságok
- Air Cairo (60%) az EgyptAir diszkont légitársasága, részben két egyiptomi bank tulajdona
- Air Sinai (100%) gyakorlatilag csak papíron létezik, hogy az EgyptAir ne a saját neve alatt repüljön Izraelbe
- EgyptAir Express (100%) kisebb gépekkel közlekedik belföldi és egyes kevésbé forgalmas nemzetközi útvonalakon
- EgyptAir Cargo (100%) az EgyptAir teherszállító légitársasága
- Smart Aviation Company (13,33%) kisgépes személyszállítás

Egyéb cégek
- Egypt Aero Management Service (50%)
- LSG Sky Chefs Catering Egypt (70%)
- Civil Aviation Finance and Operating Leases – 'CIAF-Leasing'  (Ownership % – TBD)

### Gazdasági trendek
Az EgyptAir Holding Company és legfontosabb leányvállalata, az Egyptair Airlines gazdasági trendjei az elmúlt években (az üzleti év június 30-ig tart):
|                                                                              | 2007                     | 2008                     | 2009                     | 2010                     | 2011                     | 2012                     | 2013                     |
| EgyptAir Holding Company                                                     | EgyptAir Holding Company | EgyptAir Holding Company | EgyptAir Holding Company | EgyptAir Holding Company | EgyptAir Holding Company | EgyptAir Holding Company | EgyptAir Holding Company |
| ---------------------------------------------------------------------------- | ------------------------ | ------------------------ | ------------------------ | ------------------------ | ------------------------ | ------------------------ | ------------------------ |
| Pénzforgalom (millió E£)                                                     | 8959                     | 12 161                   | 12 998                   | 13 509                   | 12 890                   | 14 545                   | 16 593                   |
| Nettó nyereség (millió E£)                                                   | 579                      | 695                      | 573                      | 533                      | −2059                    | −3106                    | −1748                    |
| Alkalmazottak száma                                                          | 20 734                   |                          |                          | 29 285                   | 31 725                   | 35 000                   | 35 000                   |
| Utasok száma (millió)                                                        | 7.8                      | 8.2                      |                          | 8.7                      | 8.0                      | N/A                      | N/A                      |
| Járatok kihasználtsága (%)                                                   |                          |                          |                          | 72                       | 68                       | N/A                      | N/A                      |
| Szállított rakomány (millió tonna)                                           |                          |                          |                          | 127                      | 121                      | 122                      | N/A                      |
| Repülőgépek száma (év végén)                                                 | 45                       | 50                       | 59                       | 66                       | 76                       | 79                       | 81                       |
| EgyptAir Airlines                                                            |                          |                          |                          |                          |                          |                          |                          |
| Pénzforgalom (millió E£)                                                     | 6947                     | 9265                     | 9917                     | 10 189                   | 9678                     | 10 975                   | 12 877                   |
| Nettó nyereség (millió E£)                                                   | 161                      | 232                      | 208                      | 130                      | −2205                    | −3069                    | −1885                    |
| Alkalmazottak száma                                                          | 7600                     |                          |                          |                          |                          | N/A                      | N/A                      |
| Utasok száma (menetrend szerinti és nem menetrendszerű járatokon, millió fő) | 5.7                      | 6.7                      | 6.8                      | 7.3                      | 6.8                      | 7.2                      | 7.8                      |
| Járatok kihasználtsága (%)                                                   | 63                       | 67                       | 68                       | 72                       | 68                       | 65                       | 67                       |
| Repülőgépek száma (év végén)                                                 | 38                       | 40                       | 48                       | 50                       | 63                       | 64                       | 65                       |
| Jegyzetek és források                                                        | [ 93 ] [ 94 ] [ 95 ]     | [ 95 ]                   | [ 95 ] [ 96 ] [ 97 ]     | [ 95 ] [ 97 ] [ 98 ]     | [ 97 ] [ 98 ]            | [ 99 ] [ 100 ]           | [ 101 ] [ 102 ]          |

Az EgyptAir Express és az EgyptAir Cargo trendjei itt nem szerepelnek. A 2011. június 30-ával véget érő év adatait és az utána következő évek részletes adatainak hiányát a 2011 elején kitört forradalom magyarázza.

### Igazgatóság
Az EgyptAir igazgatóságának épülete a kairói nemzetközi repülőtéren található.

## Úti célok
2013 júniusi adatok szerint az EgyptAir 81 repülőtérre repül, ebből 12 található Egyiptomban, 19 Afrikában, 20 a Közel-Keleten, 7 Ázsiában, 21 Európában és 2 az amerikai kontinensen.

### Légiszövetségek

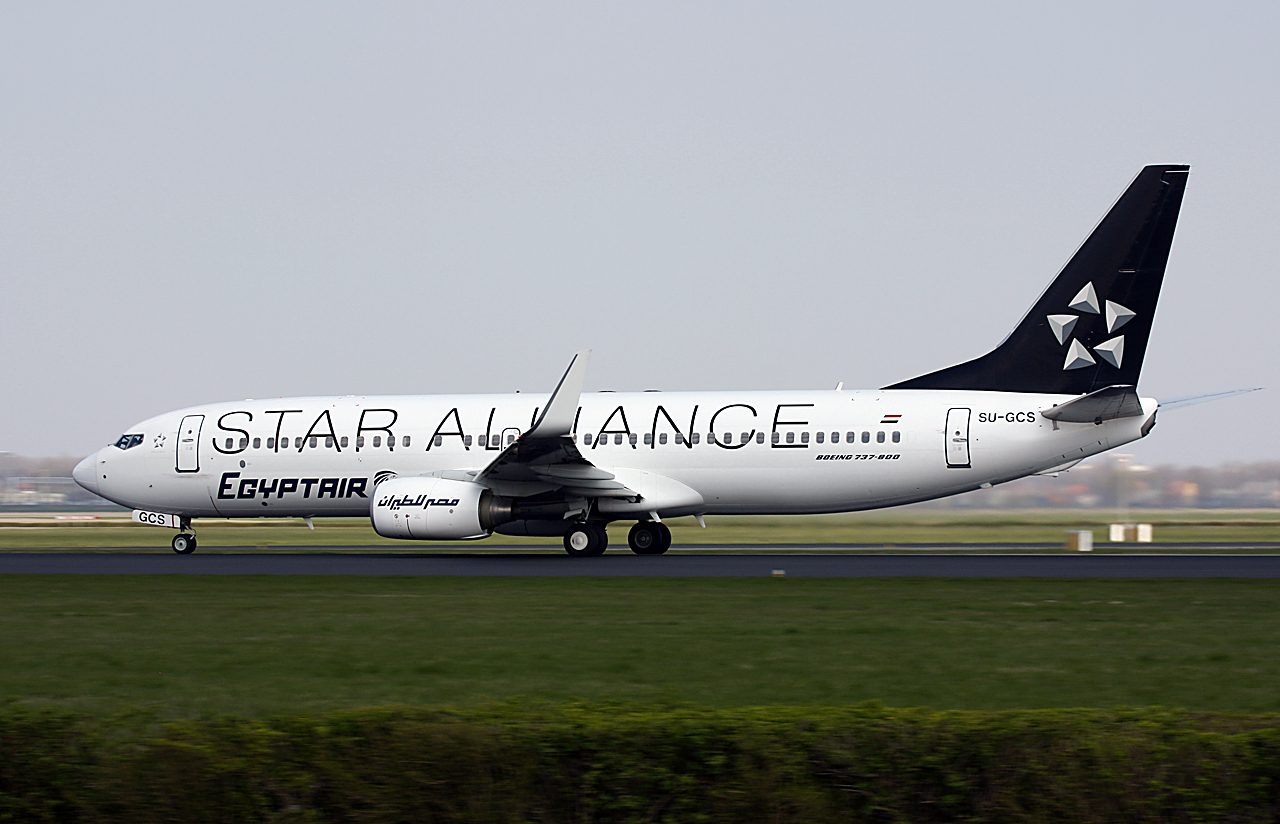
Az EgyptAir Boeing 737–800 gépe Star Alliance festéssel

2007 októberében a Star Alliance vezetősége megszavazta az EgyptAir csatlakozását, ezzel ez lett az első arab és a második afrikai légitársaság (a South African Airways után), amely csatlakozhatott a légiszövetséghez. Az EgyptAir a 2008. július 11-én a kairói nemzetközi repülőtéren tartott ceremónián lett a Star Alliance huszonegyedik tagja, kilenc hónappal azután, hogy megkezdte a tárgyalásokat a csatlakozásról.

### Helymegosztási megállapodások
2015 áprilisában az EgyptAirnek a következő légitársaságokkal van helymegosztási megállapodása:
- Aegean Airlines
- Air Canada
- Air China
- Air India
- Austrian Airlines
- Brussels Airlines
- Ethiopian Airlines
- Gulf Air
- Lufthansa
- Malaysia Airlines
- Scandinavian Airlines
- Singapore Airlines
- South African Airways
- Swiss International Air Lines
- TAP Portugal
- Thai Airways International
- Tunisair
- Turkish Airlines
- United Airlines

## Flotta

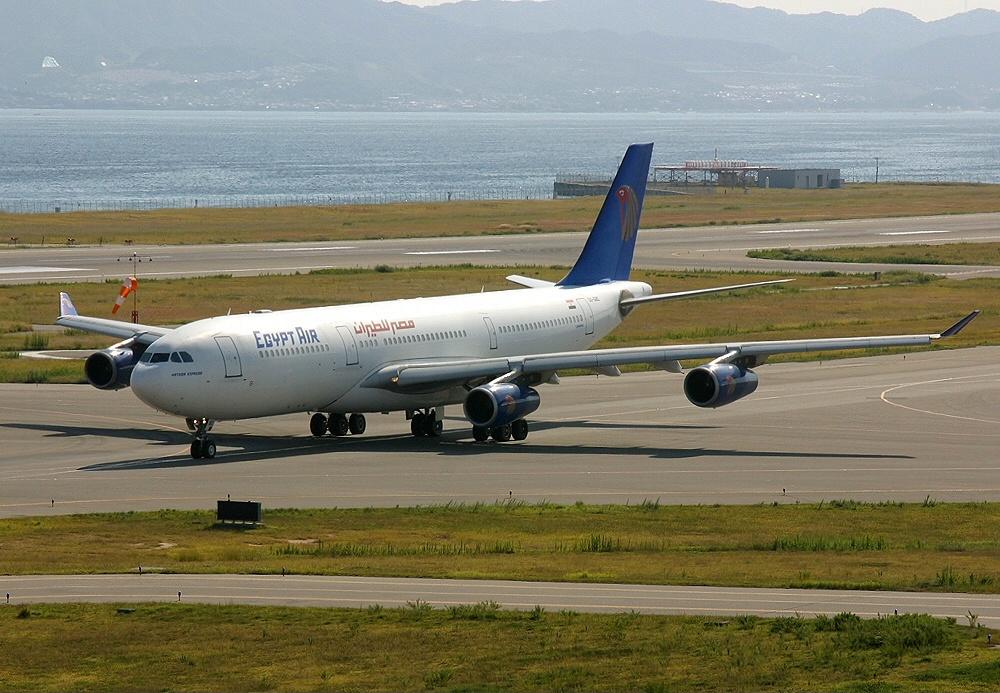
Az EgyptAir Airbus A340-200 gépe a Kanszai nemzetközi repülőtéren 2003-ban. A légitársaság először 1995-ben rendelt ebből a típusból.

Az EgyptAir 1995 júniusában lett az Airbus A330/340 harminchetedik vásárlója, ekkor három Airbus A340-et rendelt, melyeket 1996 decemberében szállítottak le. Az első, 260 üléses repülőgép 1996 végén vált a flotta részévé; egy korábbi verziójú, Airbus A340-300-as gépet a Gulf Airtől bérelt előtte a cég. 1995-ben a cég három 308 üléses Boeing 777-200-at is vásárolt, 400 millió USD-ért. Ezeket a GE-90 hajtóművű gépeket az A340-200-akkal együtt az Airbus A300B4 és Boeing 767-200 gépek lecserélésére rendelték.
A légitársaság 2003 elején, az Airbus A300-600R flottát lecserélendő, hét Airbus A330-200 repülőgépet rendelt, 2004 júniusi szállítással; a korábban megrendelt két Airbus A340-600 gép megrendelését lemondta. 2003 júniusában az EgyptAir 150 millió USD értékben megegyezett a Rolls-Royce-szal, hogy Trent 700 hajtóműveket vásárol tőle a hét A330 géphez. Az első Airbus A330-300 gép 2010 augusztusában állt szolgálatba.
Az EgyptAir üzleti kapcsolata a Boeinggel 1968-ban kezdődött, ekkor érkezett a céghez egy Boeing 707. 2005 augusztusában hat Boeing 737–800-at vásárolt a cég, a gyártó ezeket szeptembertől kezdte leszállítani, három év alatt érkezett meg mind a hat. 2010 márciusában érkezett a flottába az első 346 üléses Boeing 777-300ER, melyet a GECAS-tól bérelt a cég. 2011 júniusában érkezett meg a légitársaság ötvenedik Boeing gépe, egy Boeing 737–800.

### Jelenlegi flotta

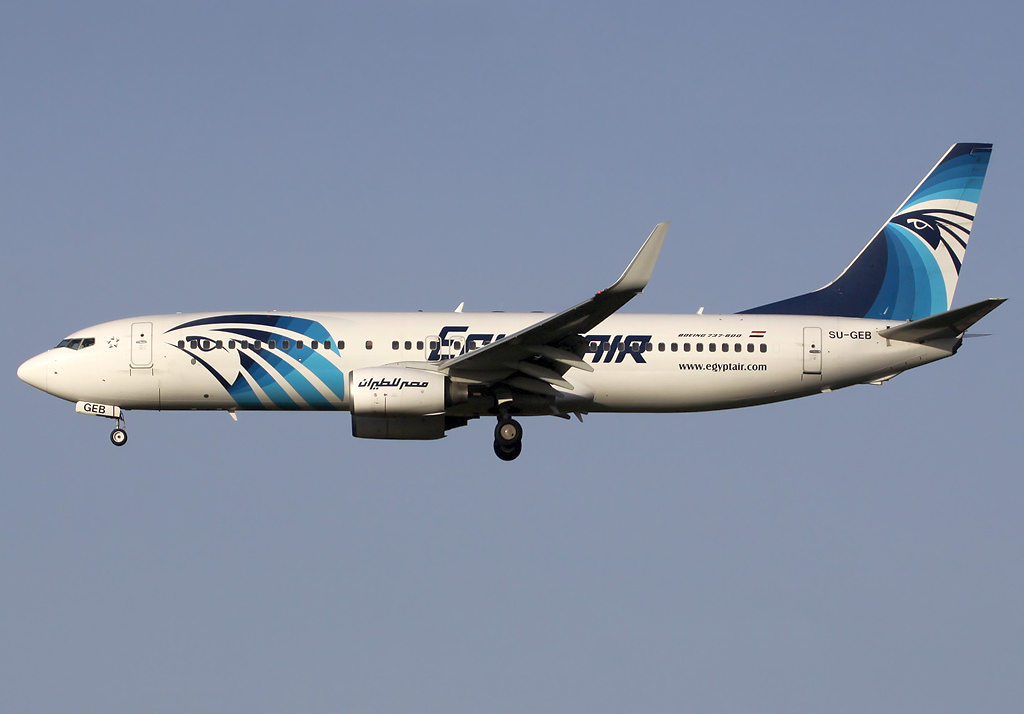
Az EgyptAir Boeing 737-800 gépe közeledik Manchester repülőteréhez (2013)

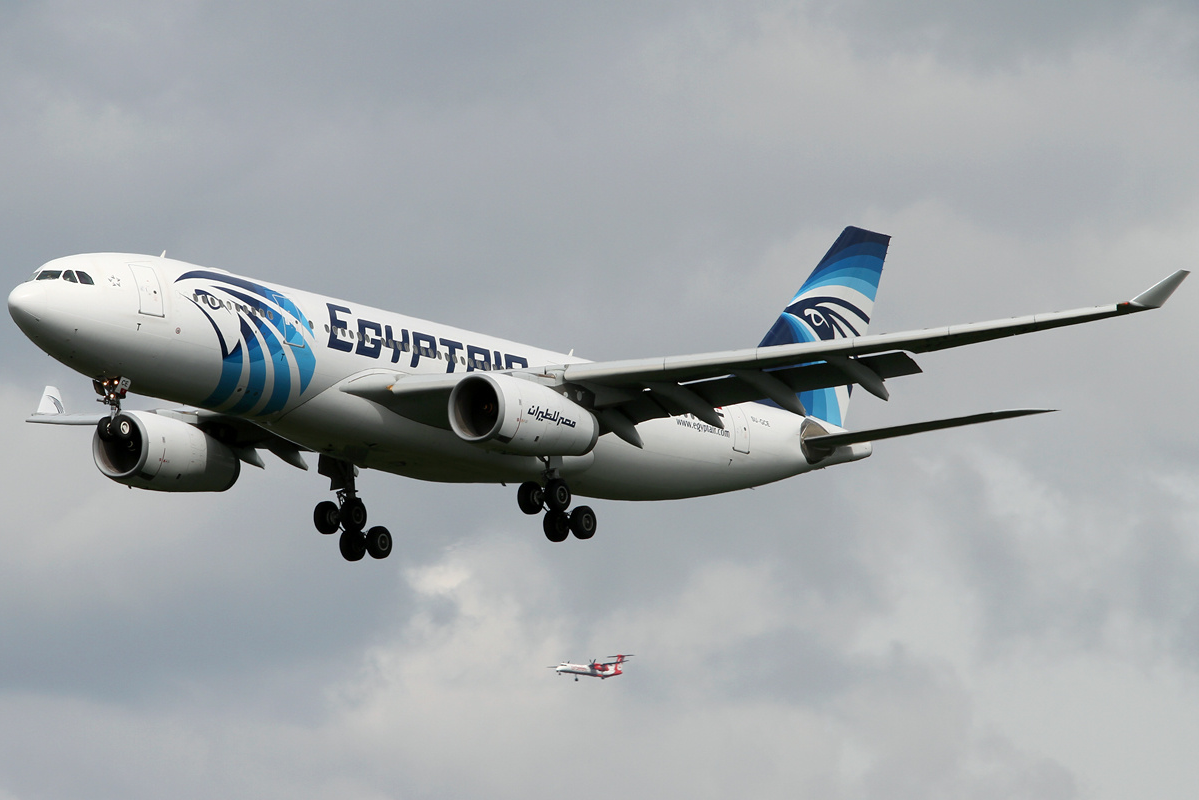
Az EgyptAir Airbus A330-200 gépe közeledik Frankfurt repülőteréhez (2013)

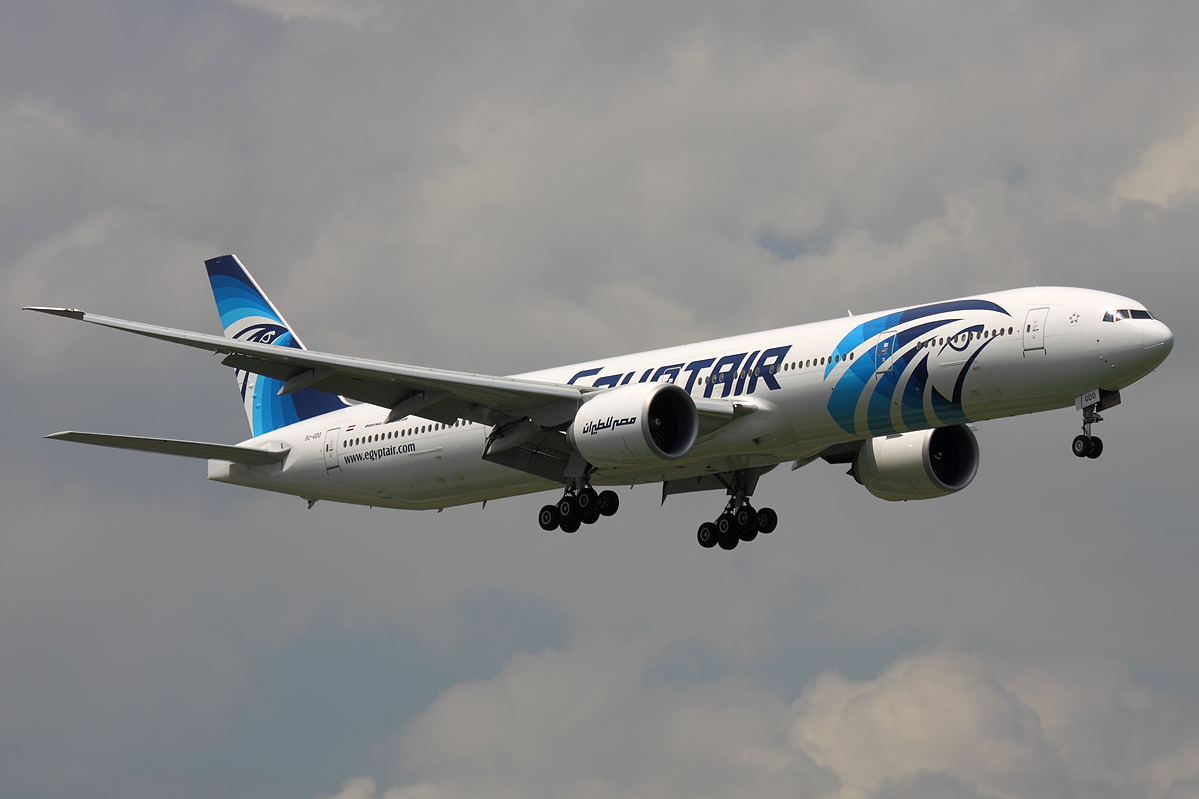
Az EgyptAir Boeing 777-300ER gépe közelít a Suvarnabhumi repülőtérhez (2012)

Jelenleg (2017 áprilisa) az EgyptAir flottája a következő repülőgépekből áll:

## Katasztrófák
- 1951. december 22-én a Misrair SU-AHH lajstromjelű SNCASE Languedoc gépe lezuhant Iránban, Teherántól nyugatra. A fedélzeten tartózkodó mind a 20 ember meghalt. A gép menetrend szerinti utasszállító járatként közlekedett Bagdad és Teherán között.[125][126]
- 1952. július 30-án a Misrair SU-AHX lajstromjelű SNCASE Languedoc gépe hasraszállás közben súlyosan károsodott a kairói Almaza bázison. A járat menetrend szerinti utasszállítóként közlekedett Almaza és Kartúm között, de visszafordult Kairóba, mikor az egyes hajtómű kigyulladt. A gép javítása nem lett volna gazdaságos.[127]
- 1963. július 27-én az United Arab Airlines 869-es járata, egy de Havilland Comet gép leszálláskor a tengerbe zuhant, miközben Bombayhez közeledett. A fedélzeten tartózkodó 62 személy meghalt.
- 1966. március 18-án az United Arab Airlines Flight 749-es járata, egy An–24, lezuhant, miközben leszállást kísérelt meg a kairói nemzetközi repülőtéren. A fedélzeten tartózkodó 30 fő mind életét vesztette.
- 1969. március 20-án az United Arab Airlines Iljusin Il-18 gépe lezuhant, miközben leszállást kísérelt meg az asszuáni repülőtéren. A fedélzeten tartózkodó 105 személyből 100-an meghaltak.
- 1972. március 19-én az EgyptAir 763-as járata hegynek ütközött, miközben az ádeni nemzetközi repülőtérhez közeledett; a fedélzeten tartózkodó 30 személy mindegyike meghalt.
- 1974. július 10-én a SU-AXO lajstromjelű Tupolev Tu-154 gyakorlórepülés közben lezuhant a kairói repülőtér közelében. A négy szovjet oktató és az EgyptAir két pilótája meghalt.[128]
- 1976. december 25-én az EgyptAir 864-es járata ipari komplexumnak ütközött Bangkokban. A fedélzeten tartózkodó 52 személy mindegyike és a földön lévő 19 ember életét vesztette.[129]
- 1982. október 17-én az EgyptAir 771-es járata, a SU-APE lakstromjelű Boeing 707 leszálláskor lezuhant a genfi repülőtéren. Halálos áldozat nem volt, de a gép a javíthatatlanságig megrongálódott.[130]
- 1985. november 23-án az EgyptAir 648-as járatát, egy Boeing 737-et eltérített és a máltai nemzetközi repülőtérre irányított az Abu Nidal terrorszervezet három tagja, köztük Omar Rezak. A fedélzeten tartózkodó egyiptomi légimarsall tűzharcba keveredett a terroristákkal és egyiküket lelőtte, mielőtt őt is meggyilkolták. Több órányi tárgyalás után az egyiptomi hadsereg megszállta a gépet és harcolni kezdett az eltérítőkkel, akik több kézigránátot is felrobbantottak és öt utast meggyilkoltak. A hatfős legénység két tagja és a 90 utasból 59-en életüket vesztették. A robbanások és a tűz súlyosan megrongálták a repülőgépet.
- 1999. október 31-én az EgyptAir 990-es járata, egy Boeing 767 New Yorkból Kairóba tartott, mikor a massachusettsi Nantucket partjainál az Atlanti-óceánba zuhant. Mind a 217 utas meghalt. Az amerikai hatóságok feltételezése szerint a járat első tisztje, Gameel Al-Batouti öngyilkossági szándékkal vezette az óceánba a gépet, de az egyiptomi hatóságok ezt vitatták.[131]
- 2002. május 7-én EgyptAir 843-as járata, egy Boeing 737-500 a heves esőzés, köd és homokvihar miatt a földnek ütközött, miközben a tuniszi repülőtér felé közeledett. A fedélzeten 64 ember tartózkodott, közülük 15-en életüket vesztették.[132]
- 2011. július 29-én az EgyptAir 667-es járatán, a SU-GBP lajstromjelű Boeing 777-200-on tűz ütött ki a pilótafülkében, valószínűleg elektromos zárlat miatt. A gép a kairói nemzetközi repülőtéren tartózkodott. Mindenki épségben elhagyta a fedélzetet, de a gép javíthatatlanná vált.[133]
- 2016. március 29-én az EgyptAir 181-es járata Airbus A320-232 (SU-GCB) gépét eltérítették, miközben az alexandriai Borg El Arab repülőtérről a kairói nemzetközi repülőtérrel tartott. A gép a ciprusi Larnaca repülőterén szállt le, ahol mind a 81 túszt szabadon engedték, az eltérítő pedig megadta magát a hatóságoknak.[134]
- 2016. május 19-én az EgyptAir 804-es járata, egy Airbus A320-232 (SU-GCC), fedélzetén 56 utassal és tíztagú személyzettel, eltűnt a radarról, miközben a Földközi-tenger fölött repült. A repülőgép valószínűleg már az egyiptomi légtérben zuhant le, a Görögországhoz tartozó Karpathosz szigettől nem messze.[135][136]

## Fordítás
- Ez a szócikk részben vagy egészben  az   EgyptAir című angol Wikipédia-szócikk ezen változatának fordításán alapul.  Az eredeti cikk szerkesztőit annak laptörténete sorolja fel. Ez a jelzés csupán a megfogalmazás eredetét és a szerzői jogokat jelzi, nem szolgál a cikkben szereplő információk forrásmegjelöléseként.

## További irodalom
- Guttery, Ben R.. Encyclopedia of African Airlines. Jefferson, North Carolina 28640: Mc Farland & Company, Inc. (1998). ISBN 978-0-7864-0495-7